# Parinari papuana
Parinari papuana là một loài thực vật có hoa trong họ Cám. Loài này được C.T.White mô tả khoa học đầu tiên năm 1950.